# 苧谷秀信
苧谷 秀信（おたに ひでのぶ）は、日本の厚生労働官僚。厚生労働省大臣官房審議官や、大阪労働局長、中央労働委員会事務局長を経て、東京海上日動火災保険顧問、ビックカメラ執行役員。

## 人物・経歴
灘高等学校を経て1983年東京大学法学部卒業、労働省入省。1997年外務省在ドイツ日本国大使館一等書記官。2000年外務省在ドイツ日本国大使館参事官。同年労働省労政局中小企業労働対策室長。2001年厚生労働省大臣官房総務課情報公開文書室長。
2002年厚生労働省職業安定局高齢・障害者雇用対策部高齢者雇用対策課長。2004年厚生労働省労働基準局監督課長。2005年人事院職員福祉局参事官。2007年人事院職員福祉局生涯設計課長。2008年埼玉労働局長。
2013年国土交通省大臣官房審議官（国土政策局担当）。2014年厚生労働省大臣官房審議官（老健担当、医政局併任、保険局併任）。同年厚生労働省大臣官房審議官（老健、障害保健福祉担当）。2016年大阪労働局長。
2017年から中央労働委員会事務局長を務め2019年に退官。2020年東京海上日動火災保険顧問。2022年ビックカメラ執行役員内部統制本部副本部長兼グループ内部統制統括部長。

## 著書
- 『ドイツの労働』日本労働研究機構 2001年